# Viola praemorsa
Viola praemorsa là một loài thực vật có hoa trong họ Hoa tím. Loài này được Douglas miêu tả khoa học đầu tiên năm 1829.